# Pena de mort a Gibraltar

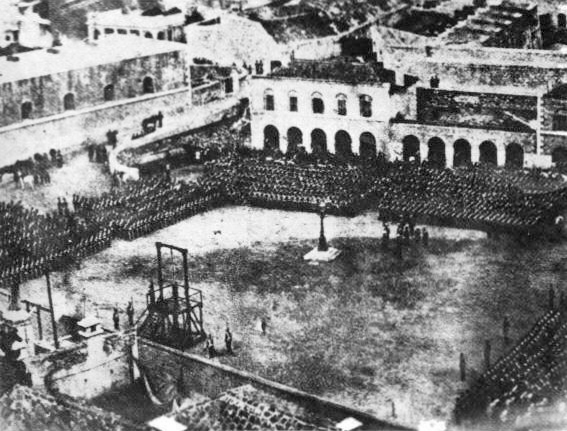
Última execució realitzada a Gibraltar l'any 1864.

La pena de mort a Gibraltar va ser present al país fins a l'any 1952, quan es va procedir amb l'última sentència de mort. Fins al 1864 va considerar l'execució en públic. Sota la llei britànica, la pena capital es va abolir quasi completament el 1965, al mateix temps que la pràctica anàloga al Regne Unit. A data de 2001, Gibraltar encara preveia la pena de mort per pirateria marítima.

## Història
Abans de la fundació del Jardí botànic de Gibraltar l'any 1816, la seva ubicació (la Grand Parade, un terreny situat al sud de la ciutat, a l'altre costat de les Southport Gates) era el lloc on es duien a terme les execucions públiques. Durant el segle xix, les execucions a la forca militars públiques es duien a terme a la Grand Casemates Square; l'última tingué lloc el 1864.
L'última execució a la forca de Gibraltar per càstig d'assassinat va ser el 3 de juliol de 1931, quan Ernest Opisso, de 31 anys, va ser penjat a la forca. Va ser condemnat per l'assassinat del seu superior en el pis de sobre la botiga on tots dos treballaven. Va ser la primera execució a Gibraltar des del 1896.

### Segona Guerra Mundial
Dos espanyols de La Línea de la Concepción reclutats pel servei d'intel·ligència alemany (Abwehr), Luis López Cordón Cuenca (de 23 anys) i José Martín Muñoz (de 19 anys), foren penjats l'11 de gener del 1944 per infraccions comeses durant la Segona Guerra Mundial. Les execucions es van dur a terme pel botxí britànic Albert Pierrepoint, qui havia viatjat clandestinament a Gibraltar expressament per això.

### Postguerra
La pena de mort fou abolida quasi completament el 8 de novembre de 1965, al mateix temps que al Regne Unit (vegeu pena de mort al Regne Unit). De totes maneres, les sentències judicials es van passar per darrer cop a Gibraltar el 1952. A data de 2001, Gibraltar encara preveia la pena de mort per pirateria marítima.